# Pla frontal

Plans anatòmics en un home

Un pla frontal o pla coronal és qualsevol pla vertical, paral·lel a l'eix major del cos, perpendicular al pla sagital i que divideix el cos en una part frontal i una dorsal. Es parla de tall o secció frontal/coronal a cadascuna de les parts que divideix un pla frontal.

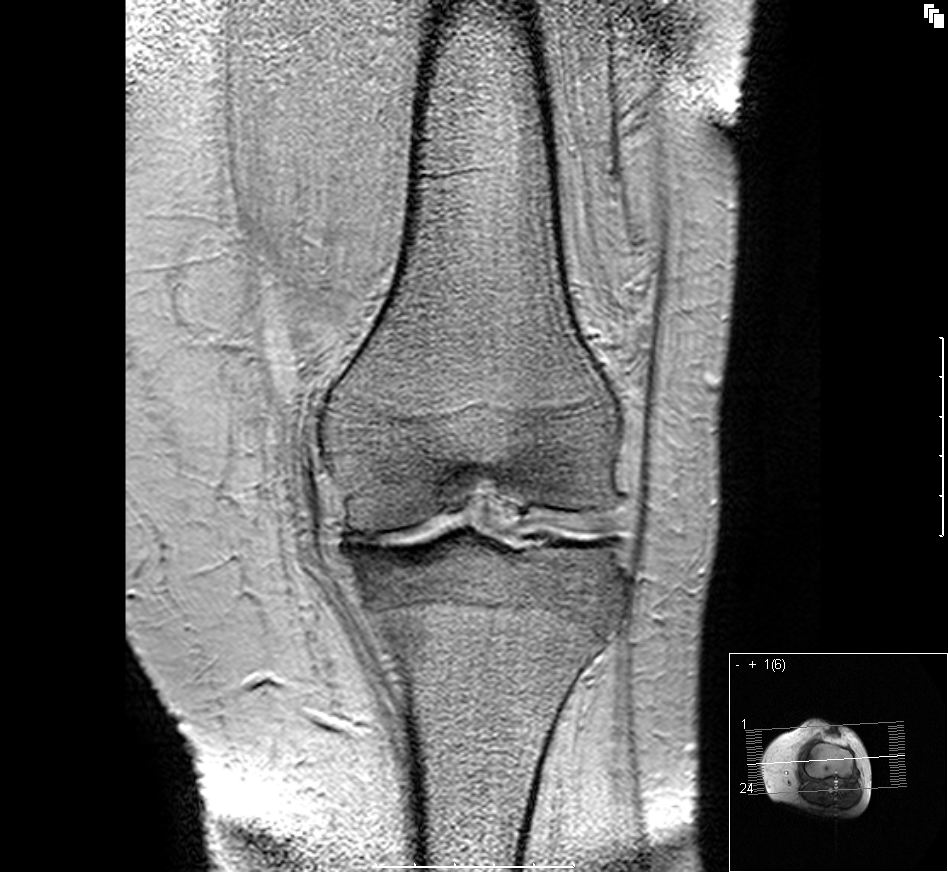
Imatge d'una secció frontal per imatgeria per ressonància magnètica del genoll amb artrosi.